# Turlough Hill (Clare)

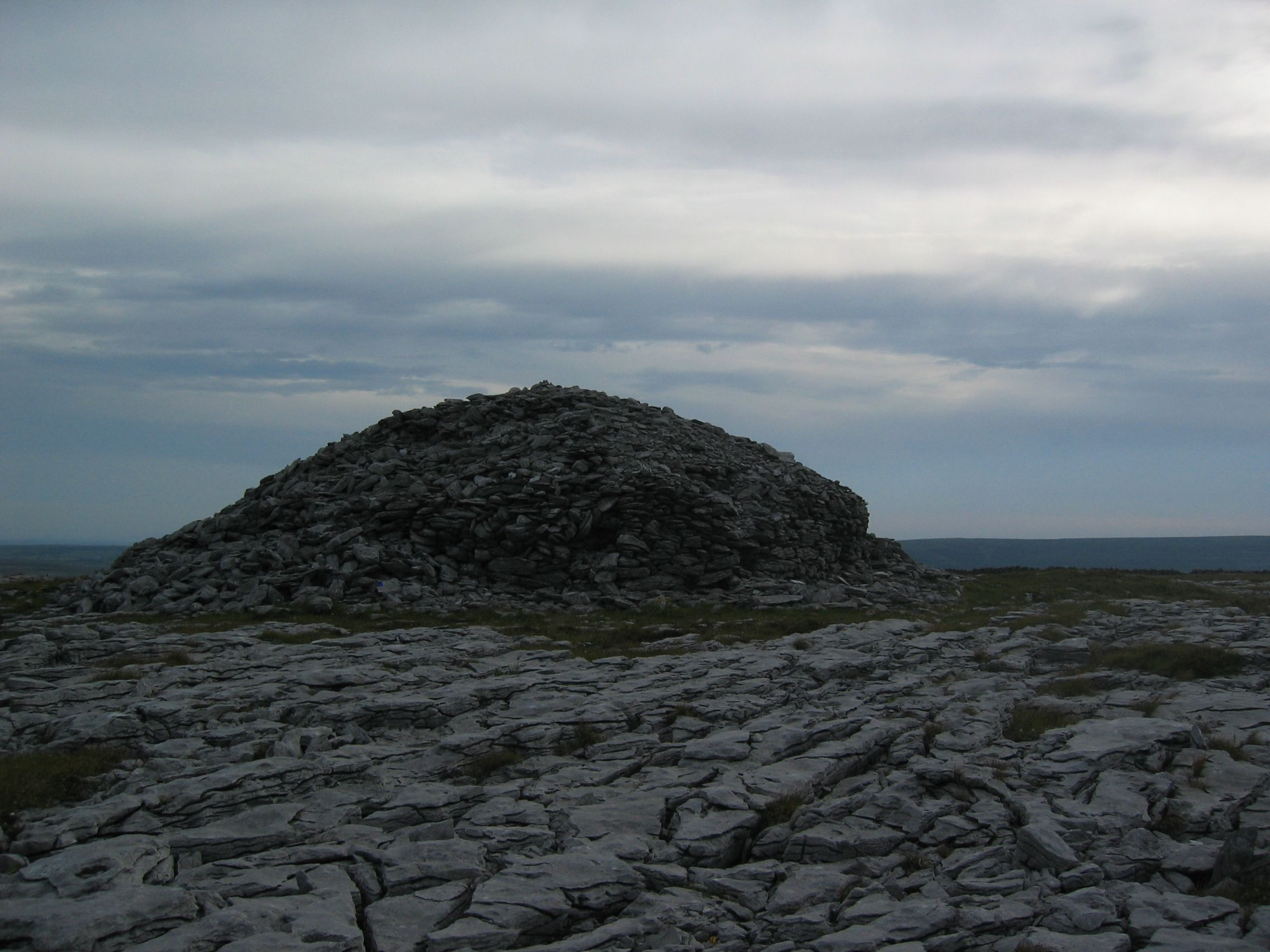
Gipfelplateau mit Grabhügel

Der Turlough Hill (irisch Cnoc an Turlaigh) liegt östlich von Ballyvaughan im nördlichen Teil des Burren im irischen County Clare, nahe der Grenze zum County Galway und ist 285 m hoch. Auf dem Gipfelplateau liegt ein in seiner Art einmaliger archäologischer Komplex, bestehend aus einem bronzezeitlichen Steinhügel, einem eisenzeitlichen Hillfort und einer Vielzahl von Resten von Bienenkorbhütten. Es gibt einen gleichnamigen Hügel im County Wicklow.

## Der Grabhügel
Am westlichen Ende der Gipfelterrasse liegt ein überdurchschnittlich großer Cairn von 15 m Durchmesser und 4,5 m Höhe, ähnlich dem „Carn Bodhar“ auf dem Slievecarron. Diese Art Tumuli enthalten Steinkisten mit relativ wertlosen Beigaben. Trotzdem ist der Cairn auf dem Turlough Hill geplündert worden.

## Das Hillfort
Das Hillfort liegt auf dem Ostgipfel des Turlough. Die von schlecht ausgeführtem oder für die Grundstücksgrenzmauern abgetragenem Trockenmauerwerk eingefasste polygonale Einfriedung hat etwa 225 m Durchmesser. 

## Die Bienenkorbhütten
Über 150 in Luftbildern identifizierte, deutlich erkennbare runde Hüttenbasen liegen auf der Gipfelterrasse zwischen dem Cairn und dem Hillfort, die die beiden Gipfel des Hügels markieren. Eine Theorie sieht den Gipfel als einen rituellen Bereich, der im Jahreslauf sporadisch aufgesucht wurde. Ohne Ausgrabung ist jede Chronologie spekulativ.

## Funde
Die Funde vom Turlough Hill sind spärlich. Das polierte Steinbeil, das bei einer Brunnengrabung im Tal entdeckt wurde, wird im Burren-Zentrum in Kilfenora gezeigt. Sein Umriss hat die Form eines Dreiecks mit einer konvexen, durch die Verwendung abgenutzten Schneide.